# Eduard Tubin
 (décembre 2021).
Eduard Tubin, né le 18 juin 1905 à Torila (Gouvernement de Livonie, Empire russe) et mort le 17 novembre 1982 à Stockholm, est un compositeur estonien.

## Biographie
Issu d'un milieu rural, Eduard Tubin est né à Torila, un village près de Kallaste, sur les bords du lac Peipsi en Estonie. Ses parents (son père exerçait les métiers de tailleur et de pêcheur) étaient tous deux amateurs de musique, et Eduard révéla tôt un talent musical.
Il fit des études musicales à Tartu où il dirigea l'orchestre (la formation musicale la plus importante après le théâtre de Tallinn), puis voyagea dans l'Europe entre les deux guerres. Il rencontra en particulier Zoltán Kodály et Béla Bartók qui l'encouragèrent. Sur le modèle du premier, il s'intéressa vivement à la musique folklorique de son pays.
En 1940, l'Estonie fut occupée par les troupes soviétiques et après quelques années de cohabitation, Tubin s'enfuit en Suède avec sa femme Erika et ses deux fils, en septembre 1944.
Il y travailla jusqu'à sa mort, réalisant dans ce pays la majeure partie de son œuvre. Il composa pour l'orchestre philharmonique de Stockholm et l'opéra de cette même ville. Il y fit également un important travail de recherche pour la réhabilitation d'œuvres baroques. Citoyen suédois en 1961, il reprit contact avec son pays natal dès 1965. Sa rencontre avec le chef d'orchestre estonien Neeme Järvi assura la diffusion mondiale de son œuvre orchestrale. Il devient membre de l'académie royale de musique de Suède.

## Œuvres principales

### Musique pour piano
- Sonate pour piano no 1 (1928)
- Sonate pour piano no 2 Northern Lights (1950)

### Musique de chambre
- Sonate pour violon nº 1 (1934-36, révisée en 1968-69)
- Capriccio nº 1 pour violon et piano (1937, révisé en 1971)
- Sonate pour alto (1964-65)
- Sonate pour saxophone alto (1951)

### Œuvres symphoniques
- Symphonie nº 1 en ut mineur (1931-34)
- Symphonie nº 2 Légendaire, en si mineur (1937)
- Symphonie nº 3 Héroïque, en ré mineur (1940-42, révisée en 1968)
- Symphonie nº 4 Lyrique, en la (1943, révisée en 1978)
- Symphonie nº 5 en sol mineur (1946)
- Symphonie nº 6 (1953-54, révisée en 1956)
- Symphonie nº 7 (1955-58)
- Symphonie nº 8 (1965-66)
- Symphonie nº 9 Sinfonia semplice (1969)
- Symphonie nº 10 (1973)
- Symphonie nº 11 (1981/82, inachevée, le premier mouvement a été complété par Kaljo Raid)

- Musique pour cordes (1962-63)
- Sinfonietta sur des thèmes estoniens (1930-31)
- Toccata (1937)
- Prélude solennel (1940)

### Concertos
- Concerto pour violon nº 1 en ré majeur (1941-42)
- Concerto pour violon nº 2 en sol mineur (1945)
- Concerto pour contrebasse (1948)
- Concerto Balalaika (1963-64)
- Concertino pour piano (1944-45)

### Œuvres chorales
- Cantate pour l'Inauguration (Vihkiäiskantaatti), pour baryton, récitant, chœur mixte et orchestre (1958)
- Requiem pour les soldats morts au combat (Reekviem langenud sõduritele) pour mezzo-soprano, chœur d'hommes, trompette, orgue, percussion & timbales (1950, rév. 1979) Texte de Henrik Visnapuu (1890-1951) & Marie Under (1883-1980)

### Opéras
- Pühajärv Opéra sur un livret de Juhan Sütiste (1941, inachevé)
- Libahunt Livret de Albert Üksip d'après August Kitzberg (1944, inachevé)
- Le pasteur de Reigi (Reigi õpetaja) Opéra en six cènes (1970/71)
- Barbara von Tisenhusen Opéra en trois actes et neuf scènes (1967/68)

## Discographie sélective
- Intégrale des symphonies accompagnées par quelques œuvres symphoniques - Orchestre symphonique de Göteborg (7, 9 et 10), Orchestre philharmonique de Bergen (4 et 5), Orchestre symphonique de la radio suédoise (1-3 et 8), dir. Neeme Järvi (5CD BIS)
- Symphonies no 1 à 11 (inachevée) - Orchestre symphonique national estonien, dir. Arvo Volmer (2000, 5CD Alba)
- Œuvres pour piano - Vardo Rumessen, piano (1988, 3CD BIS CD-414/416)